# Nathaniel Bullock
Nathaniel Bullock (* 1. Mai 1779 in  Rehoboth, Bristol County, Massachusetts; † 13. November 1867 in Bristol, Rhode Island) war ein US-amerikanischer Politiker. In den Jahren 1842 und 1843 war er Vizegouverneur des Bundesstaates Rhode Island.

## Werdegang
Nach einem Jurastudium und seiner Zulassung als Rechtsanwalt begann Natahiel Bullock in diesem Beruf zu arbeiten. Später schlug er in Rhode Island auch eine politische Laufbahn ein. Er wurde in das Repräsentantenhaus von Rhode Island gewählt, dessen Präsident er in den Jahren 1825 und 1826 war. Zwischen 1827 und 1836 leitete er die Bundeszollbehörde in seinem Staat. 1842 wurde Bullock an der Seite von Samuel Ward King zum Vizegouverneur von Rhode Island gewählt. Dieses Amt bekleidete er bis 1843. Dabei war er Stellvertreter des Gouverneurs und Vorsitzender des Staatssenats. Nach seiner Zeit als Vizegouverneur ist er politisch nicht mehr in Erscheinung getreten. Er starb am 13. November 1867 in Bristol, wo er auch beigesetzt wurde.
Bullock entstammte einer bekannten Politikerfamilie. Er war ein Großneffe des Kongressabgeordneten Stephen Bullock (1735–1816) und der Vater von J. Russell Bullock (1815-–1899) der unter anderem ebenfalls Vizegouverneur von Rhode Island werden sollte. Weitere etwas weitläufigere Verwandte bekleideten einige politische Ämter auf den verschiedensten Ebenen.